# Economia Braziliei

## Economia
Istoria economică a Braziliei a fost marcată de câteva cicluri succesive de dezvoltare, bazate pe diferite produse. În timpul Primului Război Mondial este încurajată industrializarea. După marea criză din 1929, Brazilia începe să-și croiască drumul spre o economie modernă, și sub influența gândirii economice a unui român, economistul Mihail Manoilescu. 
Între 1945 și 1974 economia braziliană a crescut, în medie, cu 7,4% pe an, iar între 1970 și 1980, în ciuda crizelor petroliere, această creștere avea să fie și mai mare, de 8% pe an, PIB-ul pe cap de locuitor crescând de patru ori și ajungând la 2200 de dolari americani în 1980. Actualmente, PIB-ul pe cap de locuitor este de circa 5.000 de dolari americani. 
În anii '90 politica economică a Braziliei s-a bazat pe stabilizarea economică și deschiderea economiei spre comerțul și investițiile internaționale. Au fost reduse tarifele vamale și au fost eliminate restricțiile cantitative la import, iar în 1995 Brazilia devenea unul din membrii fondatori ai Organizației Mondiale a Comerțului (OMC). 
Iunie 1994 marca un punct de cotitură în cadrul procesului de stabilizare economică a Braziliei - lansarea Planului Real.
Acesta avea trei obiective principale: 
- controlarea inflației; 
- reducerea dezechilibrelor sociale; 
-obținerea unei creșteri susținute, pe termen lung, a PIB-ului, a investițiilor, a nivelului de angajare și a productivității.
În 1998 inflația ajungea la numai 1,71%, de la peste 2000% în 1993, înainte de lansarea Planului Real. Produsul Intern Brut a crescut, între 1995 și 1997, cu 17%, iar venitul pe cap de locuitor a crescut în aceeași perioadă, în medie, cu 2,6% pe an. De la implementarea Planului Real, investițiile străine au crescut de circa 15 ori, de la 2,2 miliarde dolari americani în 1994 la 29 miliarde dolari americani în 1999. 
Cu un PIB de 805 miliarde dolari americani în 1997 și o valoare asemănătoare în anii următori, economia braziliană, a opta economie a lumii, este dinamică și diversificată. În 1998 industria era responsabilă pentru 34% din PIB, agricultura pentru 8,4% și serviciile pentru 57,6%. 
Exporturile au crescut de la 35,8 miliarde dolari americani în 1992 la 48,1 miliarde dolari americani în 1999, peste 70% din produsele exportate fiind manufacturate.

### Principalii parteneri comerciali
Principalii parteneri comerciali sunt Uniunea Europeană (29% din comerțul total), SUA (23%), MERCOSUR (Piața Comună a Sudului) (14%), Asia (12%), America Latină fără MERCOSUR (8%) etc. 
La 26 martie 1991 Brazilia, Argentina, Uruguay și Paraguay semnau acordul de creare a Pieței Comune a Sudului (MERCOSUR). Acordul de la Asuncion intra în vigoare la 1 ianuarie 1995. MERCOSUR va deveni o uniune vamală perfectă (taxe vamale zero între membri și tarif vamal comun cu terții) în 2004. De la crearea MERCOSUR comerțul Braziliei cu țările membre a crescut de aproape patru ori, de la 3,6 miliarde dolari americani în 1990 la 13,5 miliarde dolari americani în 1999.

## Principalele ramuri economice

### Agricultura
Tendințele agriculturii braziliene au oscilat în timp, în funcție de culturile sezoniere, de bumbac, cacao, cauciuc și cafea care au avut o contribuție importantă la dezvoltarea sectorului, alături de trestia de zahăr care a reprezentat sursa permanentă de venituri în agricultură.
În perioada anilor ‘70, procesul de modernizare a agriculturii a condus la creșterea productivității și a numărului de produse exportate. Producția de soia a depășit producțiile tradiționale braziliene, cum ar fi cele de cafea, cacao și zahăr. Ca urmare a stimulentelor acordate de către guvern pentru produsele procesate, au crescut substanțial volumul, valoarea și varietatea produselor agricole semiprocesate și industrializate.
În decursul anilor ‘80, agricultura a continuat să aibă același rol important în economia țării. Acordând scutiri de taxe și facilități la obținerea creditelor, guvernul federal a promovat o mai mare eficiență în sectorul agricol. În ultimii 20 de ani, producția cerealieră s-a dublat, datorită creșterii productivității. Ritmul mediu anual de creștere înregistrat în sectorul agricol, agriculturii, conform Institutului Brazilian de Geografie și Statistică (IBGE), a fost de 3,4%, față de numai 1,7% în sectorul industrial. În 1996, rata de creștere a sectorului agricol a fost de 4,1%, iar în 1997 de 1,9%.
Diversele programe guvernamentale aplicate în ultimele două decenii, în vederea diversificării recoltelor, au adus rezultate surprinzătoare. Producția de cereale a crescut în mod semnificativ, recoltele de grâu, orez și porumb ajungând la 77,6 milioane tone în 1997. Cauciucul, care se constituie ca un element vital pentru exporturile agricole braziliene, ca și alunele de para, caju, diverse sortimente de ceară și fibre, au început să fie cultivate în cadrul plantațiilor. Datele din 1996 (FIPE) indică Brazilia ca cel mai mare producător mondial de cafea, al doilea de fasole, ai treilea de trestie de zahăr și de porumb și al patrulea de cacao.
Datorită climei variate, Brazilia produce toate tipurile de fructe, de la varietatile tropicale din nord (inclusiv avocado), până la citrice și struguri, cultivate în principal în regiunile mai temperate din sud. În 1996, producția de portocale a crescut cu 10,8%, ajungând la 21811 milioane tone, Brazilia fiind astfel cel mai mare producător mondial, urmat de SUA, principalul său concurent. Brazilia este cel de-al doilea producător mondial de carne de bovine cu toate acestea numai 3% din producția totală a fost exportată în 1996.

## Industria
În ultimii 25 de ani, Brazilia a obținut succese în diversificarea și extinderea producției de bunuri manufacturate și de consum, telecomunicații, procesarea electronică de date, biotehnologie și noi materiale.
Pentru sectoarele cheie, cum ar fi producția de oțeluri, autoturisme, petrochimie, serviciile publice au avut un rol esențial nu numai în dezvoltarea sectorului industrial, ci în expansiunea economiei braziliene.
Unul dintre noile sectoare industriale braziliene, industria construcției de automobile, de fabricare a pieselor de schimb, a înregistrat mari progrese în ultimele două decenii. Începand cu puține linii de montaj în 1957, sectorul auto produce, în medie, două milioane autovehicule anual, cu componente 100% fabricate în Brazilia, situându-se astfel printre primii zece fabricanți la nivel mondial. Repartizarea teritorială a fabricilor de autovehicule în Brazilia este:
- Ford	-- Rio Grande do Sul
- General Motors -- Rio Grande do Sul
- Audi -- Parana
- Volkswagen (camioane) -- Rio de Janeiro
- Mercedes -- Minas Gerais
- Peugeot -- Rio de Janeiro
- Renault -- Parana
- Chrysler -- Parana
- Honda	 --  Sao Paulo
- Hyundai -- Bahia
- Asia Motors -- Bahia

Brazilia a pus bazele industriei aeronautice în urmă cu douăzeci de ani. În prezent, succesul aeronavelor proiectate și fabricate integral în Brazilia de către Embraer, exportate pe toate continentele, poziționează industria aeronautică braziliană pe locul șase la nivel mondial. Un număr mare de avioane Embraer au fost vândute în SUA și în Europa occidentală. Embraer produce atât avioane militare (Tucano si Super Tucano cele mai cunoscute), cât și civile (ERJ 135 pentru 37 pasageri și ERJ 145 cu capacitate de 50 locuri, pentru acesta din urmă primindu-se comenzi ferme, în 1998 pentru 180 bucăți).

### Petrolul și Petrochimia
Până în 1953, producția de petrol brut era de cca. 2.000 barili/zi, iar capacitatea internă de rafinare nu depășea 4.000 barili/zi, Brazilia fiind astfel dependentă de importuri. În acel an, după multe dezbateri, Congresul National a votat crearea Companiei naționale de petrol PETROBRAS. Având drepturi exclusive pentru exploatarea petrolului, PETROBRAS a inițiat identificarea de rezerve de petrol, rafinarea și distribuirea fiind permisa firmelor private. La începutul anilor ‘90, impulsionată de prima criza a petrolului din anii ‘70, Brazilia triplase producția de petrol, ajungând în iulie 1994 la o producție de 690 mii barili/zi. În 1995, producția a ajuns la 713 mii barili/zi, în 1996 a crescut la 806 mii barili/zi, ajungând la 866 mii barili/zi în 1997. Previziunea pentru decembrie 1998 era de 1,2 milioane barili/zi.
Începând cu 1985, producția internă de petrol brut a reprezentat aproximativ 55% din consumul național, obiectivul fiind atingerea unui procent de 70% înaintea anului 2001. La realizarea acestui obiectiv au contribuit atât consolidarea deschiderii sectorului către inițiativa privată, prin atragerea de noi investiții în colaborare cu PETROBRAS sau în proiecte independente, cât și dezvoltarea și exploatarea unei noi zone gigante în Bacia de Campos, în Statul Rio de Janeiro cu un potențial de 1,3 miliarde barili. Costul mediu pe baril este estimat în Brazilia la aproximativ 14 dolari americani.
Industria petrochimică braziliană s-a dezvoltat intens în ultimele decenii. Există în prezent, trei complexe petrochimice în Brazilia, localizate în Statele Bahia (Nord-Est), Rio Grande do Sul (Sud) și Sao Paulo (Sud-Est), cu o capacitate de producție totală de etilenă de 1,4 milioane tone/an.

### Industria de etanol
Pentru echilibrarea consumului de produse finite cu exploatarea petrolului, la sfârșitul anilor ‘60, începutul anilor ‘70 a fost dezvoltat un proiect de identificare de noi alternative viabile pentru înlocuirea derivatelor de petrol. Etanolul extras din trestia de zahăr a fost ales ca alternativă. Obiectivul Programului Național de Alcool (Pro-Alcool), creat în 1975, a fost utilizarea etalonului ca substituent al benzinei și creșterea producției pentru uzul industrial.
În 1985, când programul funcționa de 10 ani, au fost investiți 6,5 miliarde dolari în producția a 50 miliarde litri de etanol; au fost create 500.000 noi locuri de muncă ; 2,5 milioane autoturisme foloseau etanol pur și toată benzina era amestecată în proporție de 20% cu alcool.
În prezent, Brazilia posedă tehnologie și echipamente capabile să mențină o producție anuală de 16 miliarde litri de etanol, exportând tehnologie, echipamente și servicii conexe acestui produs. Diminuându-se nivelul de monoxid de carbon eliberat de vehicule, programul Pro-Alcool contribuie la eforturile Braziliei pentru protejarea mediului înconjurator.